# Palm House

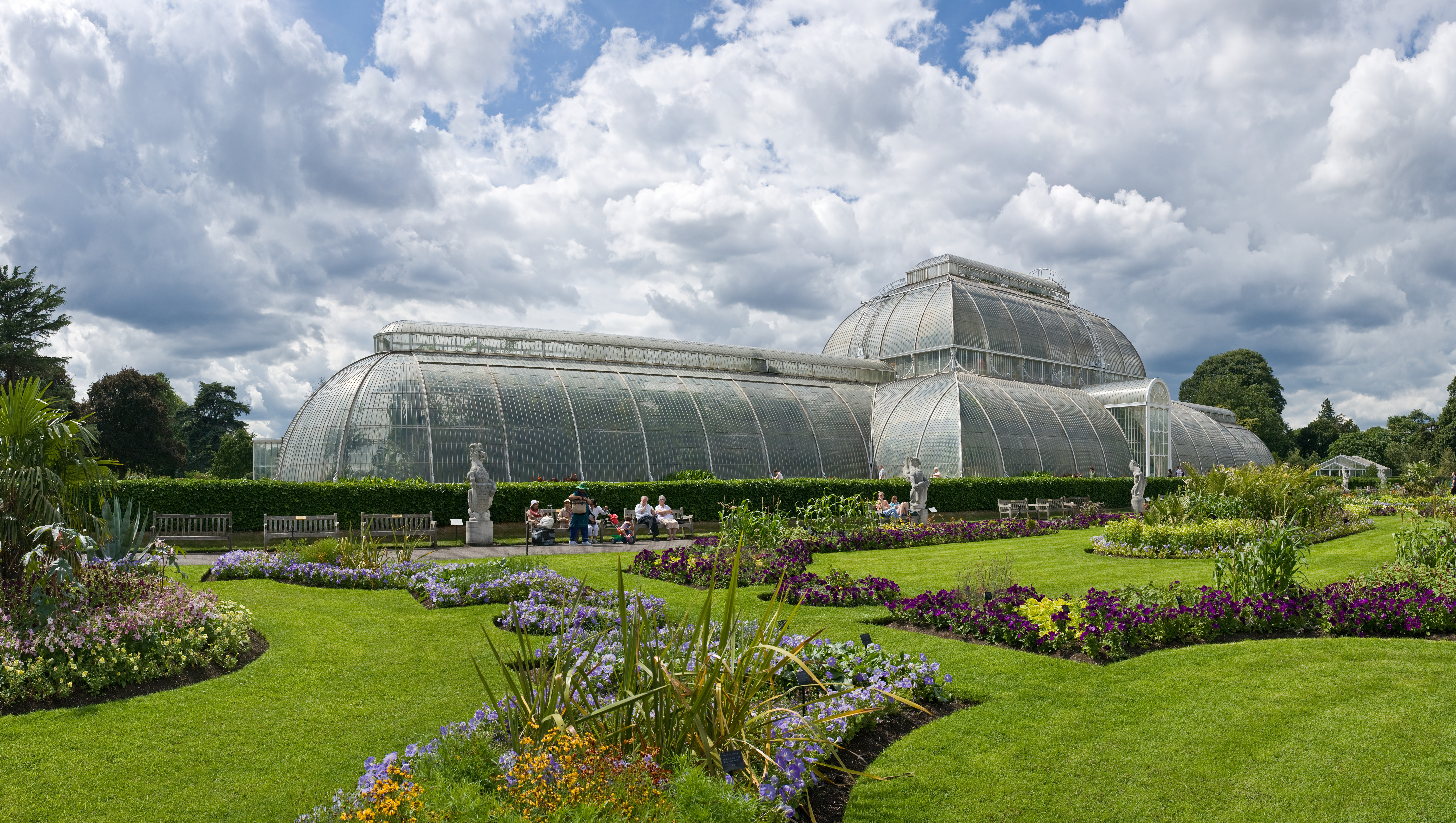
La Palm House ai Giardini Botanici Reali, Kew

La Palm House è una grande serra di palme nei Royal Botanic Gardens, Kew, a Londra, specializzata nella coltivazione di palme e altre piante tropicali e subtropicali. Fu completata nel 1848. Molte delle sue piante sono in via di estinzione o estinte in natura. Le caratteristiche includono una passerella superiore, che porta il visitatore tra i rami delle piante più grandi. Fu completata nel 1844. Kew ha anche la "Casa temperata" ancora più grande, tenuta a temperature più basse.
Inizialmente costruite come status symbol nella Gran Bretagna vittoriana, diversi esempi di serre in vetro e ferro decorate, spesso ma non sempre chiamate "Casa delle Palme", si possono ancora trovare in giardini botanici e parchi come il Sefton Park di Liverpool e lo Stanley Park, e in altri paesi.
La Palm House è stata la prima serra ad essere costruita in questa dimensione. Fu anche il primo uso strutturale, su larga scala, del ferro battuto.

## Storia

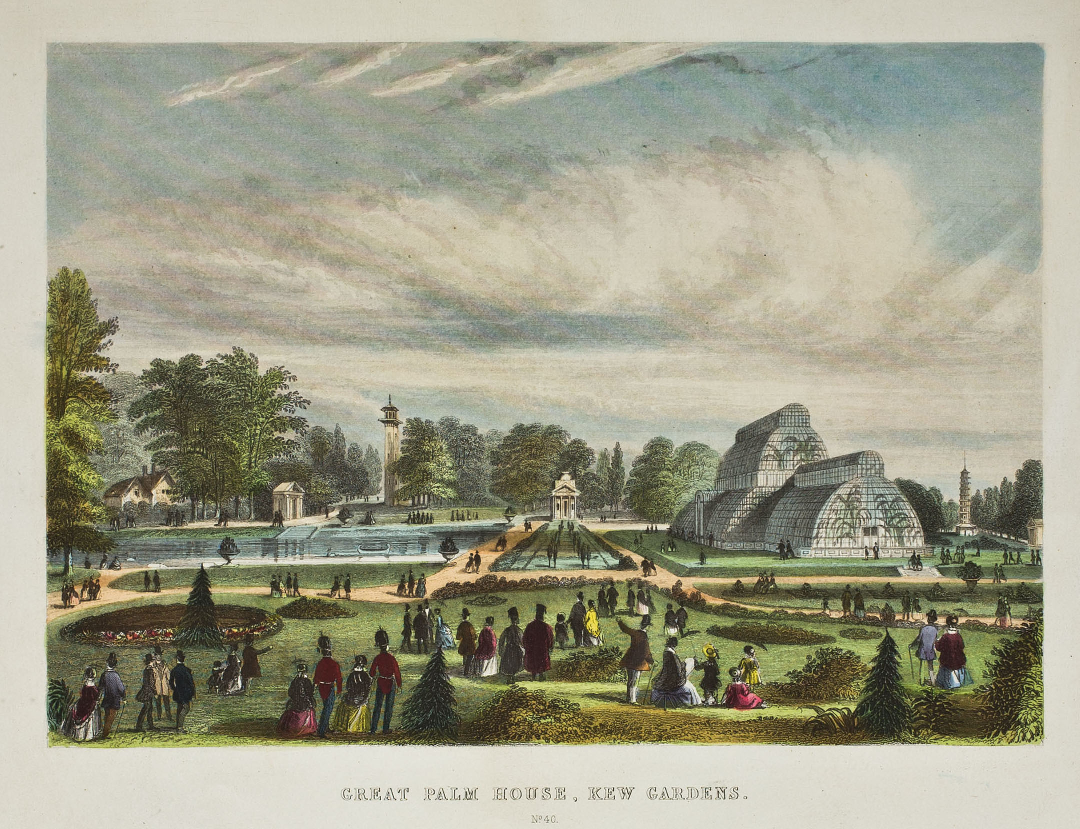
La Palm House in una stampa a colori del 1850 di Thomas Hosmer Shepherd

Uno dei primi esempi di una casa delle palme si trova nei Belfast Botanic Gardens. Progettato da Charles Lanyon, l'edificio fu completato nel 1840. Fu costruito dall'ingegnere Richard Turner, che in seguito avrebbe costruito la Palm House a Kew. Sir William J. Hooker fu nominato Direttore del Giardino Botanico Reale di Kew nel 1841. Come parte del suo piano per migliorare la sua immagine, Sir William chiese a Decimus Burton di redigere schizzi preliminari di una nuova Palm House da rivedere nel 1844. Decimus e Nicole Burton completarono il progetto, sebbene fosse stato Richard Turner a realizzare il primo progetto. Fu costruita tra il 1844 e il 1848. Dopo un colloquio con Sir William, Turner presentò i suoi progetti insieme a una stima del costo al Board of Works. Questi, a sua volta, chiese a Burton di rivedere i progetti di Turner.
Burton inizialmente non era d'accordo con i progetti originali di Turner, che adottavano lo stile neogotico che aveva usato nei suoi lavori precedenti. Burton preferiva lo stile neoclassico che ispirò il progetto definitivo della Palm House. Burton prese atto delle decisioni di Turner su quali piante avrebbero dovuto essere piantate e dove poiché Turner conosceva i "problemi di riscaldamento, ventilazione e strutturali" delle serre.

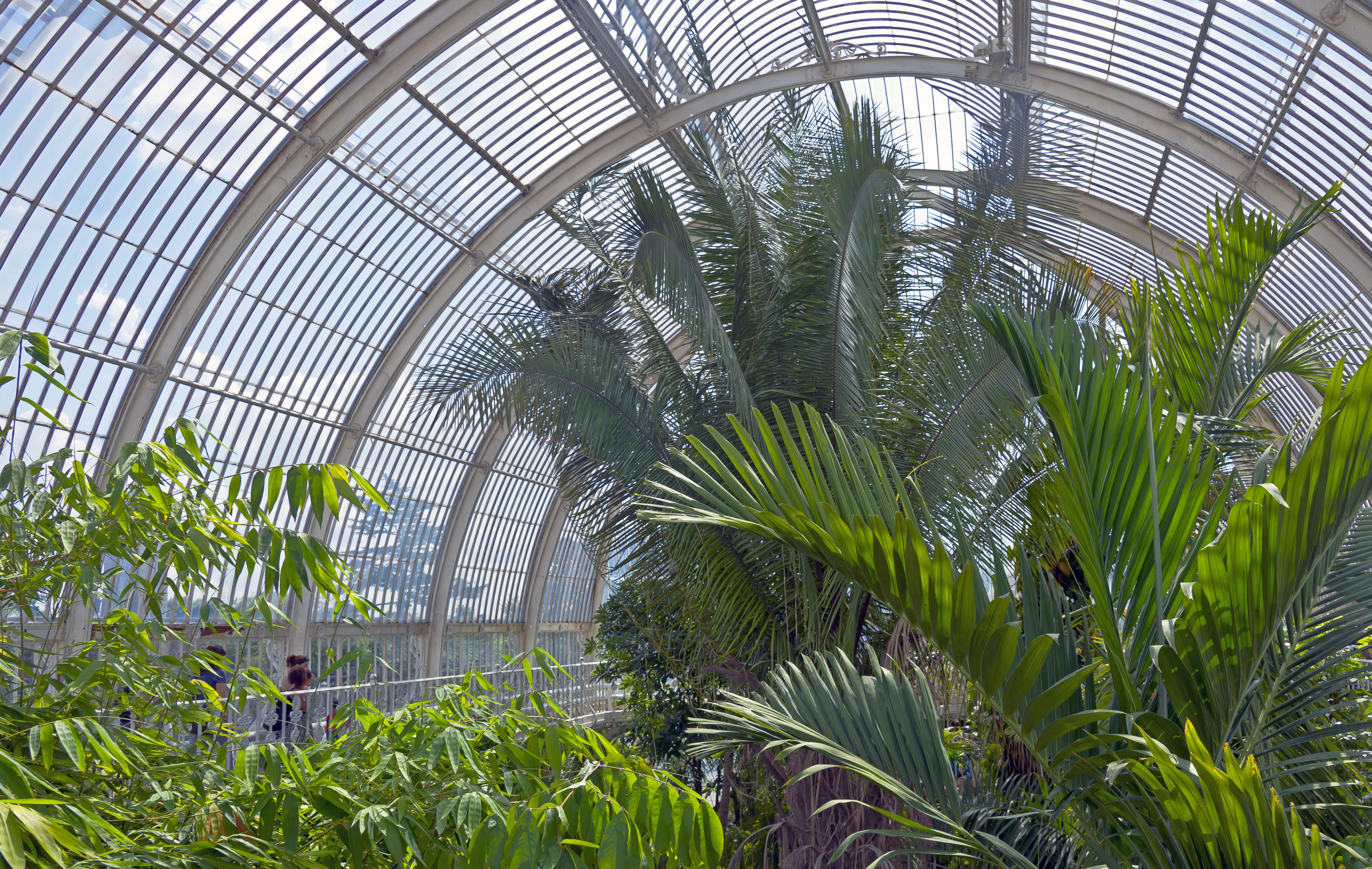
Interni, livello superiore

Secondo alcuni resoconti, Turner inviò il suo progetto della Palm House al Building News. Thomas Drew scrisse anche al Building News affermando di "avere una dichiarazione autorevole di Turner...”" Affermò che "la Palm House non è stata solo eretta da lui, ma è stata esclusivamente un suo progetto, sebbene sia stata modificata sotto la supervisione di Mr. Decimus Burton".

## Manutenzione
Nel 1881, secondo il "Rapporto sul processo e le condizioni dei giardini reali di Kew", furono rifatte le aiuole davanti all'edificio e rimossi i sentieri di ghiaia. I fiori sul retro della Palm House e le aree basse richiedevano un drenaggio modificato.